# Edward Svensson
Edward Svensson i riksdagen kallad Svensson i Karlskrona, född 13 maj 1838 i Karlskrona, död 21 december 1900 i Karlskrona, var en svensk militär och riksdagsman.
Svensson var underlöjtnant i Flottans reserv. Han var ledamot av Sveriges riksdags andra kammare för Karlskrona valkrets under åren 1887-1899.
Vid extravalet våren 1887, som hölls till följd av tullstriden, var Svensson kandidat för den frihandelsvänliga sidan, medan tullvännerna representerades av amiral Fredrik von Otter, befälhavare för flottans station i Karlskrona och Svenssons överordnade. Valkampen var hård, men underofficeren Svensson avgick som segrare över amiralen von Otter. Detta orsakade stor irritation inom officerskåren, som i vissa fall rentav ansåg Svensson ha begått subordinationsbrott, och Svensson lär ha blivit tillrättavisad personligen av von Otter. I riksdagen skrev han 18 egna motioner bland annat om ändringar i alkohollagstiftninginrättande.

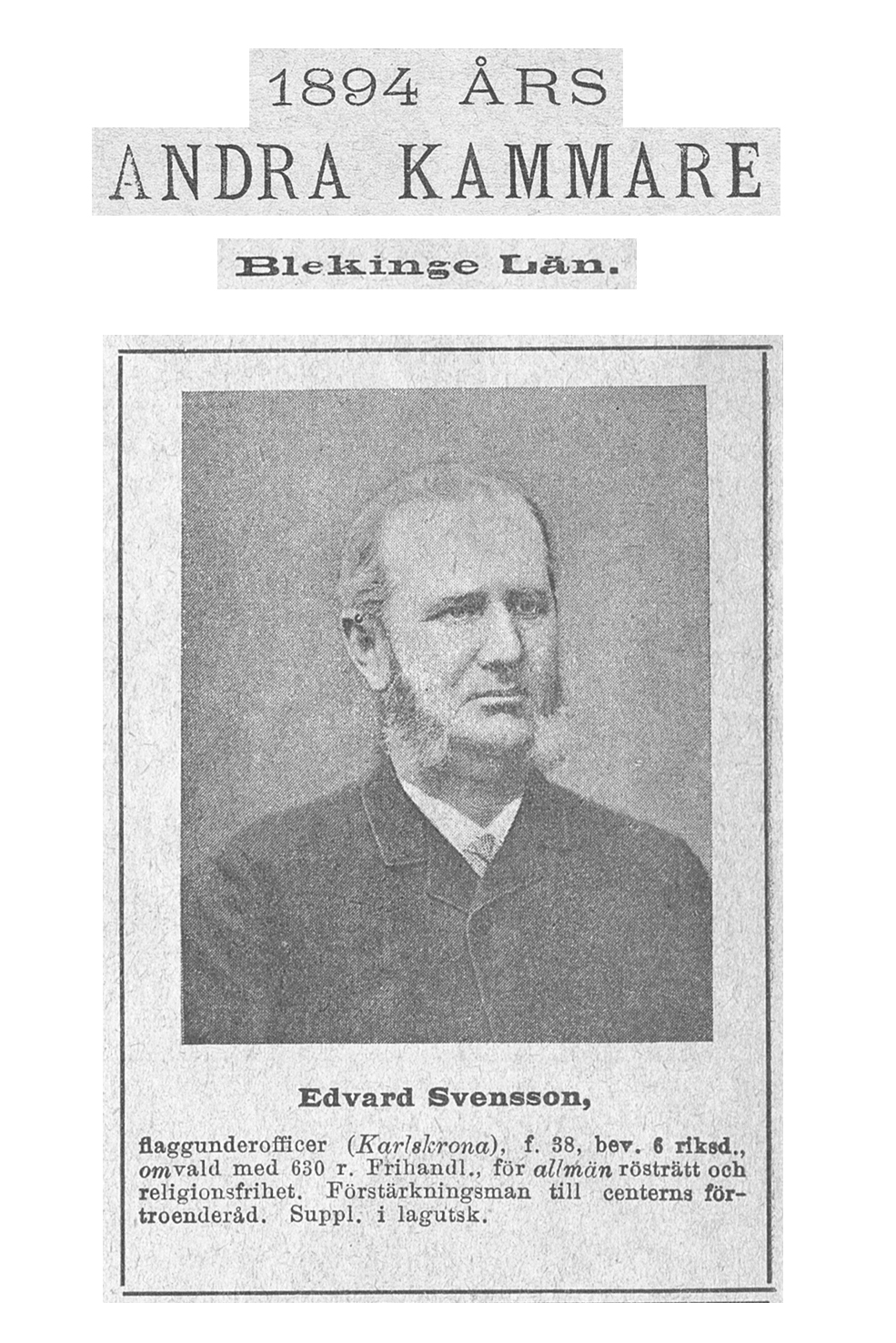
1894 års riksdag
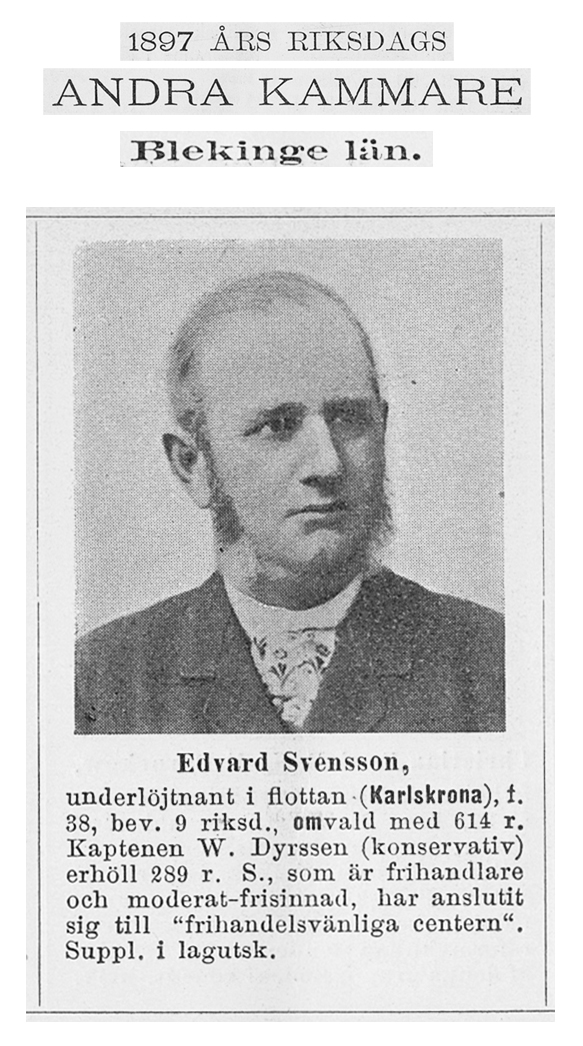
1897 års riksdag